# خفاش‌ماهی‌ها
خفاش‌ماهی‌ها (نام علمی: Platax) نام یک سرده از تیره شینگ‌ماهیان است.